# Schaakmat
Een schaakspeler staat schaakmat, kortweg mat, als zijn tegenstander schaak geeft en er geen mogelijkheid is om dit op te heffen.
De tegenstander mat zetten is het doel van schaken. Lukt dat, dan is de partij gewonnen. Het mat beëindigt de partij meteen. Wordt er met een schaakklok gespeeld, dan hoeft die niet meer te worden ingedrukt en als een ogenblik later de vlag valt is dat niet van belang.
Het schaakspel zou niet kunnen bestaan als er geen schaakmat bestond.
Desondanks is mat in de wedstrijdpraktijk tamelijk zeldzaam. Meestal zal een speler opgeven als hij ziet dat hij de partij gaat verliezen. 
Mat dient men niet te verwarren met pat. Een patstelling ontstaat als geen van beide spelers schaak staat, maar de speler die aan zet is geen geldige zet kan doen. De partij eindigt dan in remise.

## Bijzondere matsituaties
Er zijn een aantal bijzondere vormen van mat, zoals herdersmat, stikmat, mat achter de paaltjes, epaulettenmat en het hiernaast getoonde narren- of gekkenmat.

## Geschiedenis

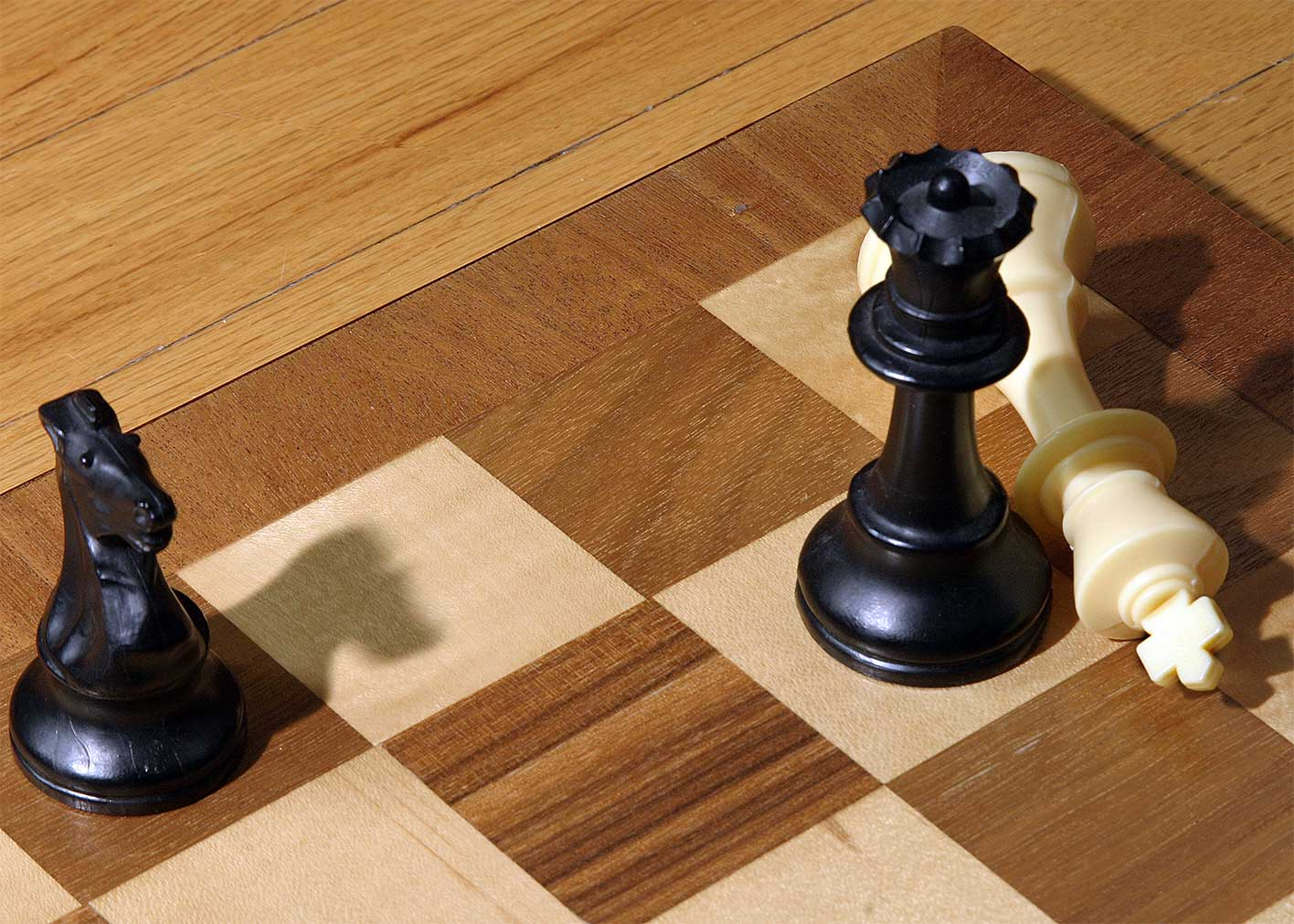
Wit erkent zijn verlies door de koning neer te leggen.

De term schaakmat is waarschijnlijk een vernederlandsing van twee Perzische woorden, shāh māt, die samen de koning is zonder uitweg betekenen. Hij is in de westerse talen terechtgekomen via het Arabisch, waar šah māt werd geïnterpreteerd als de koning is dood.
In het begin van het spel (rond 500-700 n.Chr.) kon de koning geslagen worden, wat het spel besliste. Tegenwoordig is dat niet meer het geval, maar veel beginnende schakers weten dat niet. 

## Mat of remise?
Een merkwaardig geval wordt beschreven door Pieter de Groot. Zwart gaf schaak (dacht hij) en stelde remise voor, wat door Wit gretig geaccepteerd werd. Toen bleek echter dat het mat was. De scheidsrechter verklaarde de partij remise. Stelt men echter dat de partij bij mat onmiddellijk beëindigd is, dan kwam het remisevoorstel te laat.